# 锡斯铁尔纳
锡斯铁尔纳（西班牙語：Cistierna）是西班牙卡斯蒂利亚-莱昂莱昂省的一个市镇。 总面积98平方公里，总人口4108人（001年），人口密度42人/平方公里。